# Zoubayr Skiredj
Zoubayr ben Abdelwahab Skiredj (1853-9 février 1933) est une figure marquante du Maroc du XIXe siècle. Ingénieur, juriste, écrivain et diplomate, il est reconnu pour ses contributions dans les domaines des sciences, de la littérature et des affaires publiques. Issu d’une noble lignée de la famille Skiredj, il est également connu pour son engagement dans la transmission du savoir et la représentation du Maroc à l’international.

## Biographie
Zoubayr ben Abdelwahab Skiredj est né à Fès en 1853 (1270 H). Descendant des Ansars, il appartient à une famille reconnue pour ses érudits et son influence dans les cercles intellectuels marocains. Il est le cousin de l’érudit et poète Ahmed Skiredj. Très tôt, il s’illustre par son intelligence et son intérêt pour les sciences modernes.

### Formation et carrière scientifique
Zoubayr fait partie de la mission hassanienne, une initiative lancée par le sultan Hassan Ier pour envoyer des Marocains en Europe afin d'acquérir les connaissances modernes. Il fut l’un des premiers étudiants marocains en Europe, où il étudia en Angleterre. Là, il se spécialisa en mathématiques, incluant l’arithmétique, l’algèbre et la géométrie, ainsi qu’en ingénierie et géographie.
À son retour au Maroc, il occupa plusieurs postes importants :
- Premier traducteur officiel à Dar Niaba, grâce à sa maîtrise de plusieurs langues, dont l’anglais ;
- Trésorier des impôts fonciers,
- Directeur général des propriétés foncières du gouvernement, un poste équivalent à celui de ministre de l'Économie et des Finances.

Outre ses fonctions administratives, Zoubayr représenta le Maroc comme ambassadeur auprès de nombreuses nations européennes, notamment en Allemagne. Sa carrière diplomatique renforça les relations entre le Maroc et les puissances européennes de l’époque.

## Publications
Zoubayr était également un écrivain. Parmi ses contributions, il composa un traité sur l’ingénierie et la cartographie intitulé :
- Tuḥfat al-Ikhwān bi-Takhṭīṭ al-Buldān (Le Joyau des frères sur la cartographie des pays)[2].

Son œuvre reflète une vision moderne et scientifique, inspirée des méthodes européennes qu’il adapta au contexte marocain.